# Argyrtes
Argyrtes is een geslacht van rechtvleugeligen uit de familie grottensprinkhanen (Rhaphidophoridae). De wetenschappelijke naam van dit geslacht is voor het eerst geldig gepubliceerd in 1897 door Saussure & Pictet.

## Soorten
Het geslacht Argyrtes omvat de volgende soorten:
- Argyrtes aztecus Saussure & Pictet, 1897
- Argyrtes macropus Rehn, 1904
- Argyrtes maculatus Strohecker, 1945
- Argyrtes mexicana Saussure & Pictet, 1897